# Sam Trabucco
John Samuel Trabucco es un ejecutivo empresarial estadounidense que fue CEO de Alameda Research, una empresa de trading cuantitativo ahora extinta, fundada por Sam Bankman-Fried antes de FTX. Trabucco renunció a Alameda en agosto de 2022, dejando a Ellison como única CEO hasta su quiebra junto con FTX tres meses después.

## Primeros años y educación
Trabucco asistió a un campamento de matemáticas en Mount Holyoke College en 2010, donde conoció a Sam Bankman-Fried.
Trabucco obtuvo su licenciatura en matemáticas y ciencias de la computación del Instituto de Tecnología de Massachusetts. Allí también fue presidente de la asociación de matemáticas para estudiantes de pregrado y volvió a conectar con Bankman-Fried.

## Carrera
Tras graduarse, trabajó para Susquehanna International Group, una firma de trading cuantitativo. Se unió a Alameda Research en marzo de 2019 y oficialmente se convirtió en co-CEO en octubre de 2021 junto con Caroline Ellison. En agosto del año siguiente, Trabucco renunció al cargo y Caroline Ellison se convirtió en la única CEO de la firma. Alameda Research compró un yate de 52 pies para Trabucco, quien lo nombró Soak My Deck.
También escribió crucigramas para The New York Times.

## Reconocimientos
2022: Nombrado en Forbes 30 Under 30⁣ – North America – Finance